# Football (Sportgerät)

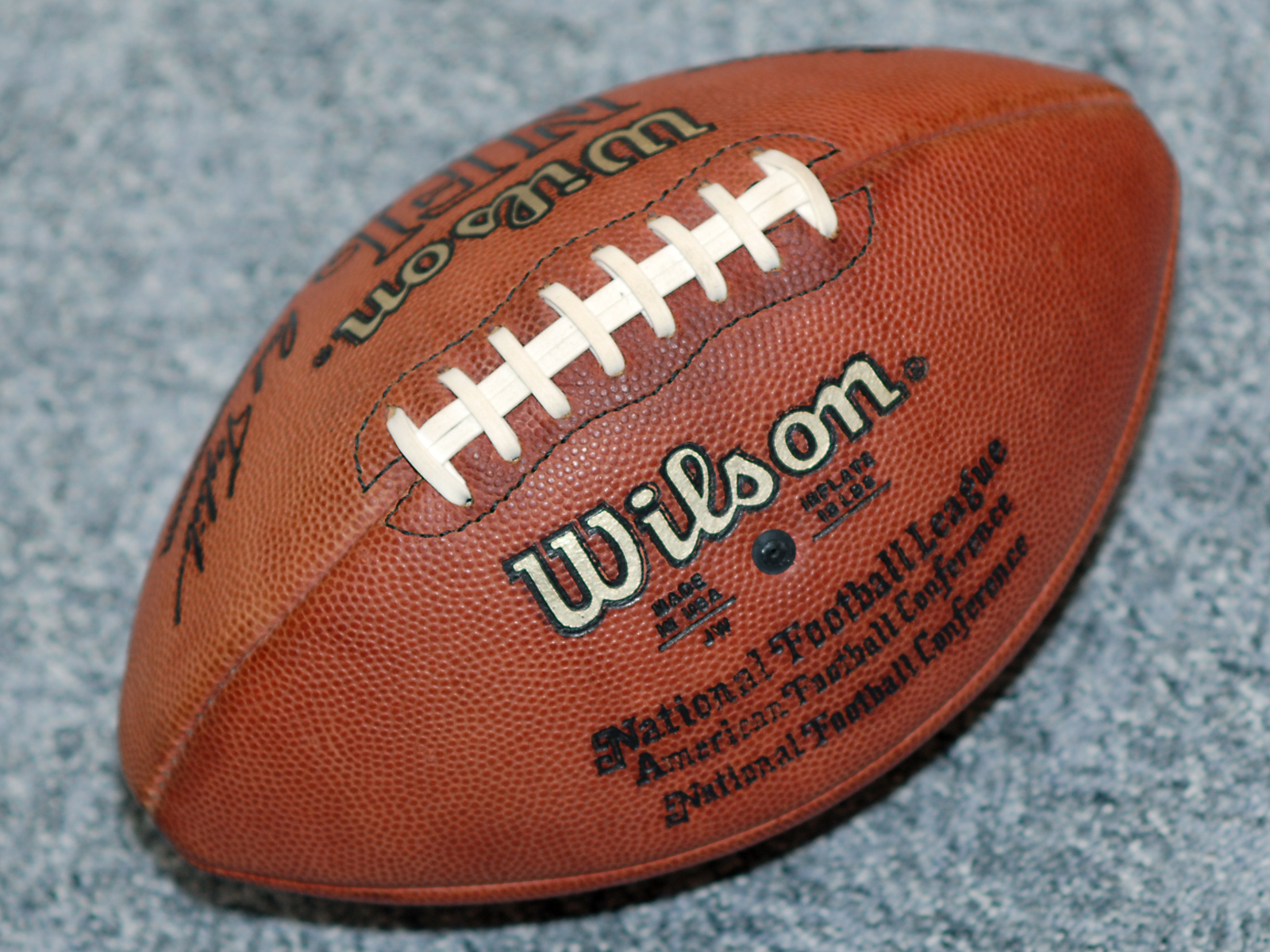
Football zum 75. Jubiläum der NFL

Ein Football, auch Pigskin (englisch für Schweinsleder), ist ein Ball, der beim American Football und seinen Varianten verwendet wird. Von der Form ähnelt er einem verlängerten Rotationsellipsoid mit spitzen Enden. Die Außenhaut besteht meist aus vier braunen Leder-, Gummi- oder Kunststoffstücken. Früher gab es auch weiße Footballs, die abends beziehungsweise nachts benutzt wurden. Weiterhin gibt es sogenannte Tackified-Footballs, die aus speziell bearbeiteten Kunstlederstücken mit Noppen bestehen und hauptsächlich in Jugendligen verwendet werden. In oberklassigen Ligen wie beispielsweise der National Football League oder der German Football League ist die Verwendung von Echtlederbällen vorgeschrieben, in unterklassigen Ligen werden oft Gummi- oder auch Kunststoffbälle verwendet, da diese in der Anschaffung weitaus günstiger sind.
Die Bälle der National Football League sind einfarbig, während die Bälle im College Football durch zwei weiße Markierungen auf nur einer Hälfte des Balles unterscheidbar sind. Im Canadian Football sind diese Streifen durchgehende Ringe.
Für den Spielbetrieb z. B. in der German Football League ist der Ball gemäß NCAA genormt:
- Gewicht trocken 396,9 bis 425,2 g (14 bis 15 Unzen), etwas leichter als ein Fußball
- Längsumfang 70,5 bis 72,5 cm, ähnlich wie ein Fußball
- Länge 27,5 bis 29 cm
- Querumfang 52,7 bis 54 cm
- Druck 0,86 bis 0,93 bar (12,5 bis 13,5 psi)

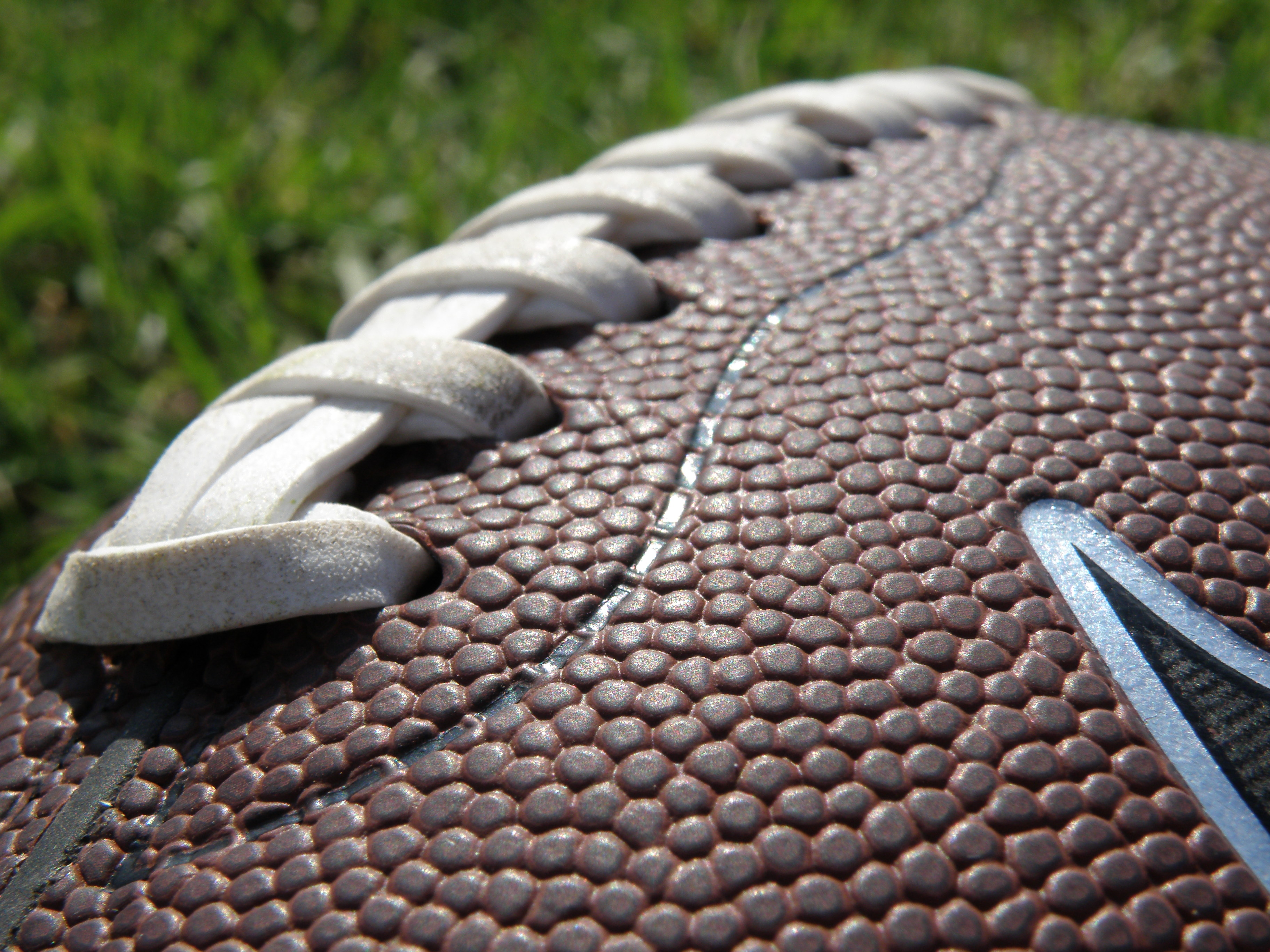
Oberfläche eines gebrauchten Kunstleder-Footballs

## Geschichte

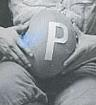
Einer der ersten Footballs, 1879

Der Football war am Anfang wie der Rugbyball eher abgeplattet und hatte keine spitzen Enden. Dies änderte sich erst Jahre nach dem ersten legalen Vorwärtspass im American Football im Jahr 1906. Zuvor wurde mit dem Ball nur gelaufen, wofür kein kleiner, gut zu werfender Ball nötig war. 1912 wurde die Form umgestellt, vor allem wurde der Durchmesser verkleinert. Trotzdem ähnelte der Football immer noch sehr einem Rugbyball. Erst in den späten 1920er-Jahren bekam er seine heutige Form mit den acht Nähten und ansatzweise die gleiche Größe, außerdem wurde das Metallventil, wegen dessen oft Verletzungen aufgetreten sind, durch ein Gummiventil ersetzt. Mehr als 20 Jahre gab es keine einheitlichen Footballs, weshalb die Bälle sehr unterschiedliche Ausmaße hatten. Ab den späten 1940er-Jahren gab es dann in der NFL eine feste Verordnung über die Größe der Bälle. 1941 wurde dann The Duke, nach Wellington „The Duke“ Mara, vorgestellt. Somit war das Design aller Bälle in der NFL gleich. The Duke wurde bis 1970, dem Zusammenschluss der NFL und der AFL, verwendet, dann wurde das Design verändert. 2006 wurde wieder auf das alte Design zurückgegriffen. Der einzig variable Teil von The Duke ist die Unterschrift des Commissioners, die sich bei einem Commissionerwechsel verändert.